# Mi Jiang
Mi Jiang är ett vattendrag i Kina. Det ligger i provinsen Jilin, i den nordöstra delen av landet, omkring 410 kilometer öster om provinshuvudstaden Changchun.
Genomsnittlig årsnederbörd är 1 015 millimeter. Den regnigaste månaden är juli, med i genomsnitt 219 mm nederbörd, och den torraste är januari, med 8 mm nederbörd.